# Angelo Schiavio
Angelo Schiavio, född 15 oktober 1905, död 17 april 1990, var en italiensk fotbollsspelare. 
Schiavio spelade för Bologna FC under hela sin karriär. Han blev delad skytteligavinnare med Pedro Petrone i Serie A 1931/1932.
Han var med och vann fotbolls-VM 1934 med Italiens landslag. I Italiens öppningsmatch mot USA gjorde han ett hattrick. Schiavio avgjorde finalen mot Tjeckoslovakien genom att på övertid göra 2–1-målet som fastställde slutresultatet.